# 黎氏艳媚
黎氏艳媚（1994年3月6日—），越南女子足球运动员，司职后卫，目前效力于越南煤炭矿产女子足球俱乐部和越南国家女子足球队。她曾代表越南参加2023年国际足联女子世界杯。